# كهف الدخان
كهف الدخان (بالصربية: Kađenica) هي كنيسة كهفية تقع في قرية دلجين بالقرب من تشاتشاك على الضفة اليمنى من غرب مورافيا، على بعد كيلومتر واحد من أوفار بانيا، صربيا.